# Brigitte Lainé
Brigitte Lainé   (20è districte de París, 8 de juny de 1942 - 15è districte de París, 2 de novembre de 2018) va ser una arxivera paleògrafa i historiadora de l'art francesa. Va ser responsable dels arxius judicials de París entre els anys 1977 i 2008, després d'haver dirigit els arxius departamentals de la Vendée. A més, és coneguda per haver atestat durant el judici entre el polític Maurice Papon i l'historiador Jean-Luc Einaudi.

## Trajectòria
Va estudiar en l'École Nationale des Chartes, on va obtenir el diploma d'arxivera-paleògrafa l'any 1966, després d'haver defensat una tesi titulada La vie économique et sociale à Collioure de 1360 à 1490. Aquell mateix any, Lainé es va convertir en directora dels serveis d'arxius de Vendée en 1966, abans de ser transferida als Arxius departamentals de la Sena Marítim l'any 1972. Cinc anys després, l'any 1977, va ser designada a l'Arxiu de París, on va romandre fins a la seva jubilació l'any 2008.
Juntament amb el seu col·lega Philippe Grand, va ser nomenada responsable dels arxius judicials del Palau de Justícia de París. Això els va portar a recol·lectar, ordenar i classificar documents, sovint en mal estat i emmagatzemats en «golfes» i un «laberint de coves». Van aconseguir classificar i inventariar els expedients correccionals i d'apel·lació correccionals de la Quarta i Cinquena Repúbliques. També va ser la responsable de la tramitació dels arxius del Palau del tribunal de comerç de París i dels vint jutjats de pau. A més, va desenterrar tresors patrimonials oblidats en els soterranis del Palau de la Cité, com «dues grans caixes de discos de 78 rpm... titulades Ràdio París», un terç dels quals no estava present en la col·lecció de l'Institut Nacional de l'Audiovisual.
Durant la seva carrera, va prestar gran atenció a l'execució de la seva missió de servei públic, assessorant i guiant a nombrosos lectors en les seves recerques en els Arxius de París. El seu coneixement dels fons parisencs li va valer una «reputació científica» internacional.

## Assumpte Grand-Lainé

### Judici per difamació contra Jean-Luc Einaudi
L'any 1999, el polític Maurice Papon va demandar a l'historiador Jean-Luc Einaudi per difamació. Segons ell, les repressions policials del 17 d'octubre de 1961 van ser «una massacre» perpetrada «per forces policials que actuaven sota els ordes de Maurice Papon». Per a la seva defensa, Einaudi necessitava provar la seva tesi utilitzant els Arxius Judicials de la ciutat de París, però totes les seves sol·licituds van ser rebutjades. Va decidir llavors citar a Brigitte Lainé i a Philippe Grand com a testimonis, en qualitat d'arxivers responsables dels documents judicials. L'11 de febrer de 1999, Lainé va descriure davant la Cort:
«les diferents formes d'execució dels algerians, basant-se en el centenar d'expedients de recerca conservats».
Aquest testimoniatge, corroborat per un escrit de Philippe Grand destinat al tribunal, va permetre a l'historiador guanyar el seu cas.

### Amenaces de sancions i retirada d'atribucions
A causa dels seus testimoniatges, Brigitte Lainé i Philippe Grand van ser amenaçats amb sancions disciplinàries per incompliment del deure de confidencialitat. El risc de sanció penal s'evità ràpidament pel fet que el testimoniatge davant un magistrat eximia de qualsevol obligació de secret. Arran d'un article publicat en el periòdic Libération sobre el cas, diversos investigadors estrangers que havien treballat amb Lainé van signar una crida en el mateix periòdic per a protestar contra les amenaces de sancions a les quals s'enfrontava i exigir que:
«Brigitte Lainé rebi elogis en lloc d'intimidació per part dels Arxius de França pel seu testimoniatge davant el tribunal», que «era una qüestió […] de la seva consciència professional».
No obstant això, es va enviar al Ministeri de Cultura una sol·licitud d'amonestació contra els dos arxivers. No es va donar curs a aquesta petició, però el ministeri tampoc va intervenir quan, més d'un any després, el director dels Arxius de París, François Gasnault, va retirar als arxivers de les seves funcions.

### Rehabilitació
Aquesta situació no va canviar fins a l'any 2001, quan Lainé va presentar un recurs davant el tribunal administratiu de París per a impugnar la decisió de la direcció. Al mateix temps, per iniciativa del partit polític dels Verds, el consell de París va demanar que els dos arxivers recuperessin les seves funcions. L'any 2003, el tribunal administratiu de París va dictaminar a favor de Brigitte Lainé, declarant que li havien estat retirades les seves responsabilitats «irregularment pel departament de París» i qualificant la decisió del director dels Arxius de París com a «sanció disciplinària encoberta». No obstant això, la sentència administrativa no es va aplicar i el 4 de març de 2004 es va condemnar a l'alcaldia de París a pagar-li una multa de 100 euros per dia si la sentència no s'executava. Al setembre de 2005, finalment va recuperar les seves funcions, però sense rehabilitació professional.

## Jubilació
Després de jubilar-se al juny de 2008, Lainé va prosseguir les seves recerques en els Arxius de París i l'any 2011 va publicar una guia dels arxius en els quals havia treballat durant trenta-dos anys: Guide des sources judiciaires. Les juridictions ordinaires et d’exception du département de la Seine puis du département de Paris et des départements du ressort de la cour d’appel de Paris. Fonds 1790-2010. Aquesta obra va ser guardonada amb el Premi Berger de l'Acadèmia d'Inscripcions i Belles Lletres.

## Mort i homenatges
Brigitte Lainé va morir el 2 de novembre de 2018 a causa d'un càncer.
Els Arxius de París subratllen que «el seu esperit d'independència i llibertat, així com la seva consciència política, la van portar a vegades a prendre posicions carregades de conseqüències, però que va acceptar plenament. Sigui com sigui, després de tots els seus alts i baixos, el llegat que deixa als Arxius de París és colossal i mereix ser recordat i honrat», mentre que la École Nationale des Chartes no esmenta el seu paper de testimoni durant el judici entre Maurice Papon i l'historiador Jean-Luc Einaudi.
La promoció de 2020 d'estudiants de l'Institut Nacional del Patrimoni va triar portar el nom de «Brigitte Lainé», a qui descriuen d'haver exercit «la seva professió de conservadora del patrimoni dedicant-se amb passió al seu treball», convertint-se així en un «model inspirador de consciència professional».

## Reconeixements
L'any 2015 se li va atorgar l'Ordre Nacional de la Legió d'Honor.
També va rebre el Premi Berger de l'Acadèmia d'Inscripcions i Belles Lletres per la seva obra Guide des sources judiciaires du département de la Seine puis du département de Paris.
L'any 2020, s'inclogué dins del projecte “Mujeres Investigadoras en los Archivos Estatales (1900-1970)” per a la descripció arxivística i per a la creació d'un microlloc específic al Portal d'Arxius Espanyols (PARES), desenvolupat entre els anys 2020 i 2023. Aquest projecte ha estat impulsat per la Subdirecció General d'Arxius Estatals, amb l'objectiu de visibilitzar la tasca d'investigació realitzada a Espanya per dones en l'interval 1900-1970 a partir dels registres documentals que es conserven als Arxius de Gestió dels Arxius Espanyols del Ministeri de Cultura (l'Arxiu Històric Nacional, l'Arxiu de la Corona d'Aragó, l'Arxiu General de Simancas, l'Arxiu General d'Índies, l'arxiu de la Reial Cancelleria de Valladolid, l'Arxiu General de l'Administració i el Centre d'Informació Documental d'Arxius).

## Publicacions
- Le conseil de prud'hommes du département de la Seine, 1844-1940 (1762-1971) (en francès). 1.  París: Archives de Paris, 2006, p. 210. ISBN 2-86075-010-X.
- (Con Françoise Bouleau-Koca y Christian Oppetit). Le Chapitre impérial, royal et national de Saint-Denis (en francès).  Bobigny: Conseil général de Seine-Saint-Denis, 2006, p. 259. ISBN 978-2906525191.
- (Con Michèle Bimbenet-Privat) «Reconstituer le trésor de Saint-Denis ? Les acquisitions d'orfèvrerie ancienne (segle xvie et segle xviie siècles) sous la Monarchie de Juillet» (en francès). Bulletin Monumental, 165 (2), 2007, pàg. 195-207. DOI: 10.3406/bulmo.2007.1441.
- Guide des sources judiciaires (en francès).  París: Direction des services d’archives de Paris, 2011, p. 672. ISBN 978-2-86075-015-8.
- L'iconographie de Saint Denis, premier évêque de Paris, segle xiie–segle xixe siècles (en francès).  París: Archives de Paris, 2012, p. 56. ISBN 978-2-86075-020-2.